# 博格森山
72°12′S 99°0′W / 72.200°S 99.000°W
博格森山（英語：Mount Borgeson）是南極洲的山峰，位於埃爾斯沃思地的瑟斯頓島，屬於沃克山脈的一部分，根據美國海軍拍攝的空中照片被繪入地圖，現時由南極條約體系管理。